# Julius Beck (Schriftsteller)

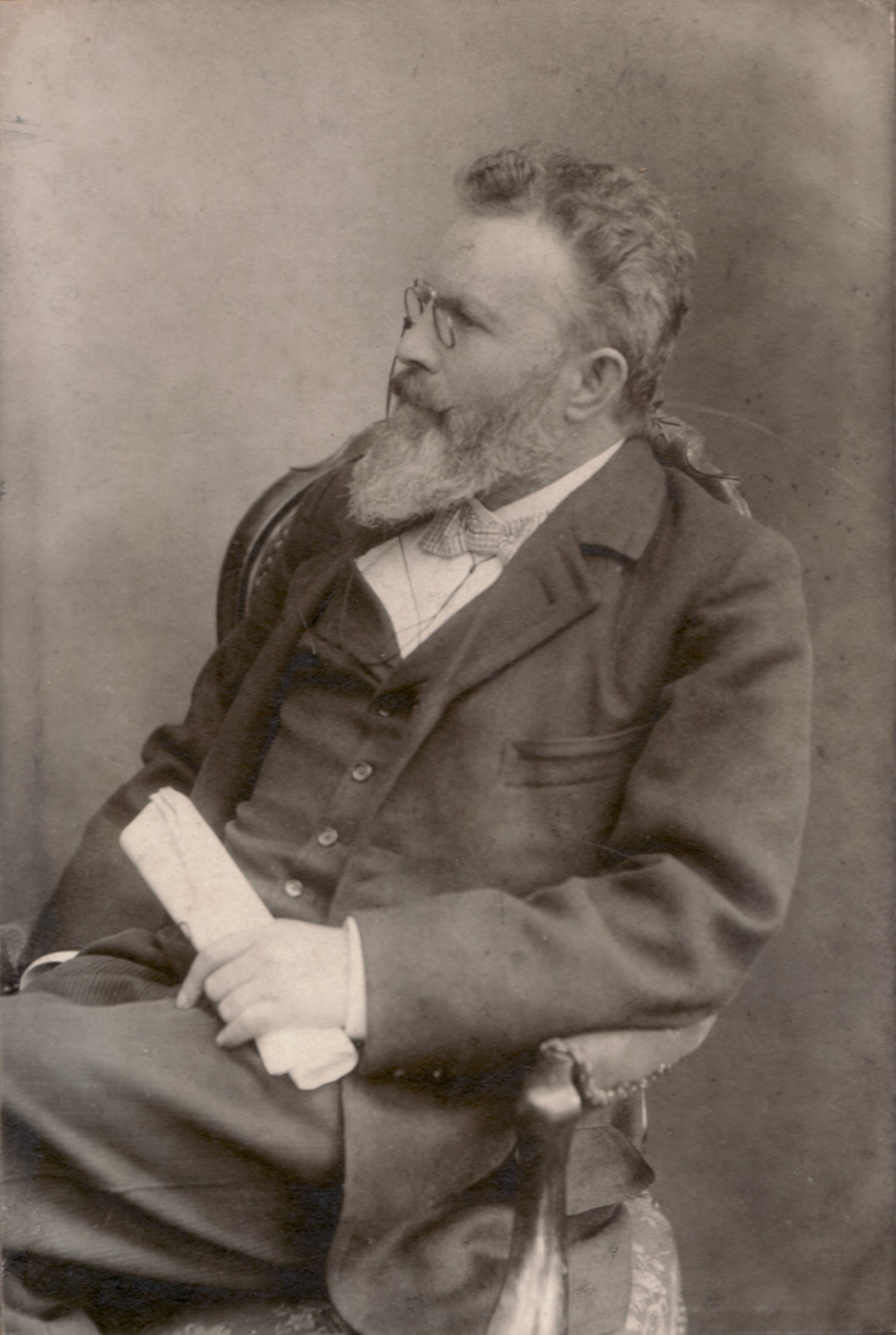
Julius Anton Beck

Julius Anton Beck (* 2. Mai 1852 in München; † 15. März 1920 in Seefeld) war ein deutscher Schriftsteller, Redakteur, Rezitator und Lehrer der Vortrags- und Bühnenkunst.

## Leben
Beck wurde als unehelicher Sohn der „Stadtmusikertochter“ Marie Beck aus Freising geboren. Nach der Volksschule besuchte er 1865–68 die „Gewerbeschule in Ingolstadt“, das heutige Christoph-Scheiner-Gymnasium. Anschließend bildete er sich autodidaktisch weiter, und nach einer Zeit der Hospitation an der Universität München in den Fächern Geschichte, Literaturgeschichte und Philosophie begleitete er als Sekretär einen Wiener Aristokraten auf Reisen durch Europa. Von 1872 bis 1882 war er als Schauspieler und Regisseur tätig, danach lebte er als unabhängiger Schriftsteller und Journalist in München. Im Mai 1872 kam es zu einer Begegnung mit Johannes Brahms in Tutzing, die Beck in einem Beitrag zum Deutschen Hausschatz schildert. 1885 heiratete er Elise Hartmann, die spätere niederbayerische Dialektdichterin, mit der er häufig gemeinsam als Rezitator, auch eigener Werke, auftrat. Das Ehepaar spielte eine zentrale Rolle in der Münchner literarischen Vereinigung „Orion“. Im Jahr 1888 wurde der Sohn Julius Adolph geboren. 

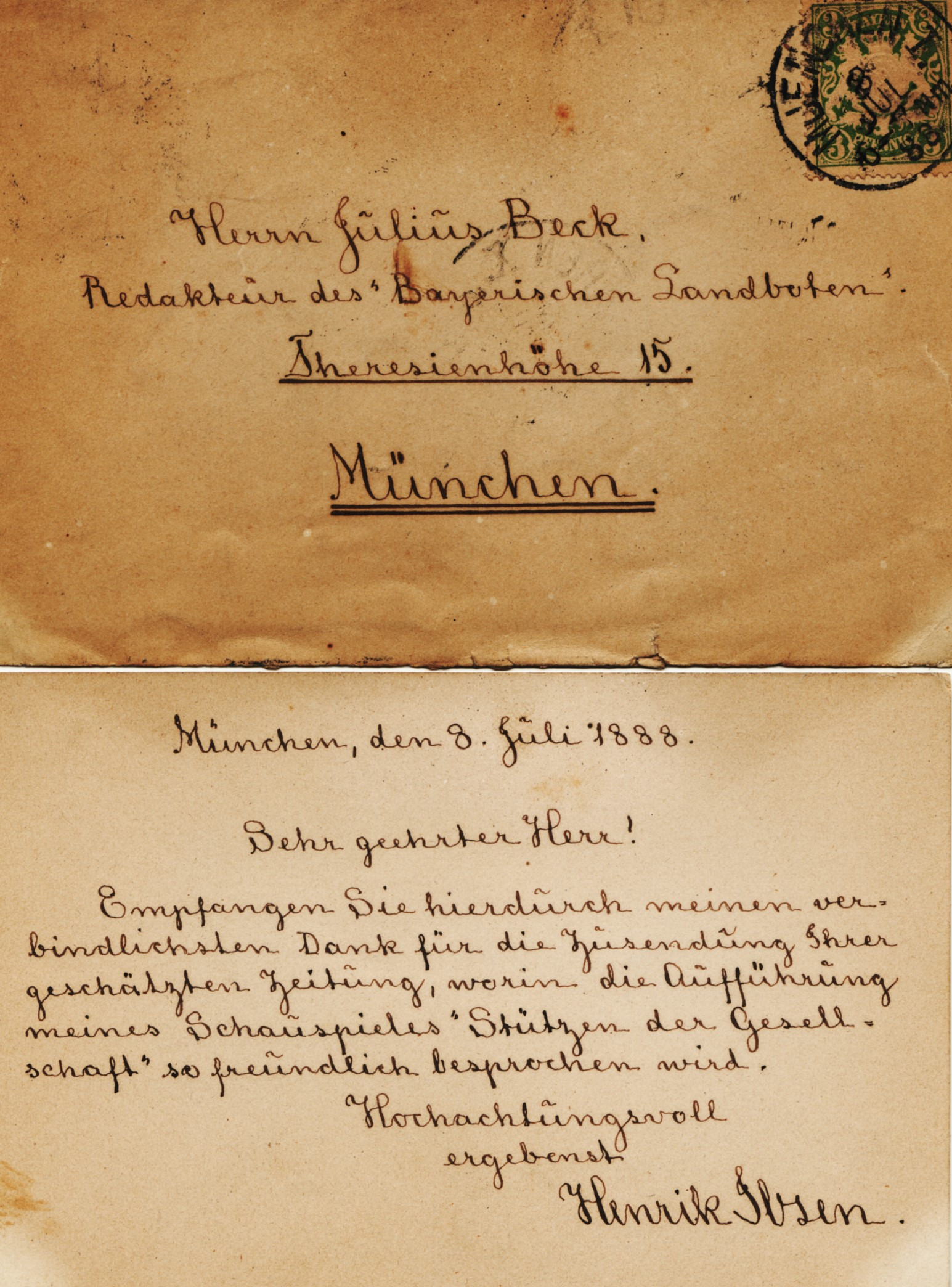
Brief Ibsens an Julius Beck

Von 1887 bis 1888 war Beck leitender Redakteur des Bayerischen Landboten. In dieser Funktion erreichte ihn die nebenstehende Danksagung von Henrik Ibsen. Von 1890 bis 1891 hatte er die Leitung der Neuen Freien Volkszeitung inne. Aus dieser Zeit datiert seine Freundschaft mit Adolf Dyroff und Gustav Adolf Müller. In den Jahren 1895–96 gab er die Münchner Humoristischen Blätter heraus und verfasste Texte für Lothar Meggendorfers Bildgeschichten. Neben seiner journalistischen Tätigkeit und Beiträgen zu Zeitschriften trat er als vielseitiger Schriftsteller, Rezitator und Lehrer der Vortrags- und Bühnenkunst hervor. Seine Werke umfassen Schauspiele, Possen, Erzählungen, Kalender, Libretti zu Operetten, einen Roman, Kinderbücher, Brettspiele und Gedichte. Beck gehörte zum engeren Kreis der Künstler, die Kathi Kobus im „alten Simpl“ in der Türkenstraße um sich geschart hatte. Ringelnatz erwähnt ihn mehrfach in seiner Autobiographie Mein Leben bis zum Kriege (1931). Er war mit den Schriftstellern Maximilian Schmidt und Michael Georg Conrad befreundet, zu dessen Zeitschrift Die Gesellschaft er beitrug. Julius Beck starb am 15. März 1920 im Alter von 67 Jahren bei einem Landaufenthalt und ist auf dem Münchner Ostfriedhof, Feld 81 begraben.

## Werke

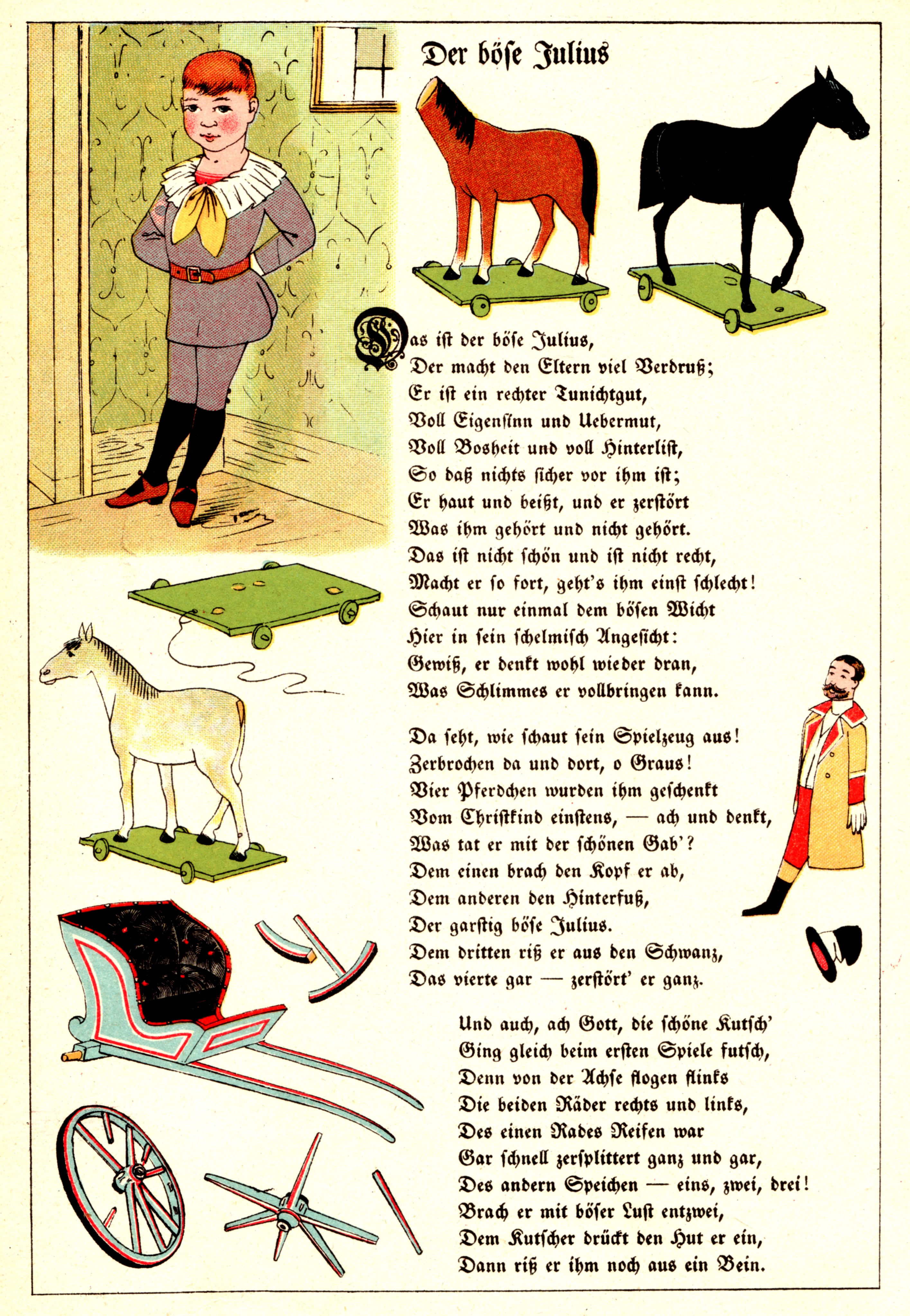
Der böse Julius aus: Neues Struwwelpeterbuch

### Kinderbücher in Zusammenarbeit mit Lothar Meggendorfer
- Der Viehmarkt. Ein  Bilderbuch für brave Knaben, Eßlingen: Schreiber 1886
- Der Sonnenschein. Ein humoristischer Hausfreund, Berlin und Stuttgart; Spemann, 1886
- Aus der Kinderstube. Ein Bilderbuch für brave Kinder, Eßlingen: Schreiber 1886
- Neues Struwwelpeterbuch, Eßlingen: Schreiber 1891
- Gigerl's Freud und Leid. Ein Ziehbilderbuch, Eßlingen: Schreiber 1894
- Zum Vergnügen. Bilderbuch mit höchst ergötzlichen Bildern und beweglichen urkomischen Gesichtern, Eßlingen: Schreiber 1895
- Bilder aus dem Tierleben, Eßlingen: Schreiber 1895
- »Larifari«. Humoristische Quintessenz, München: Haushalter 1902

### Andere Kinderbücher und Brettspiele

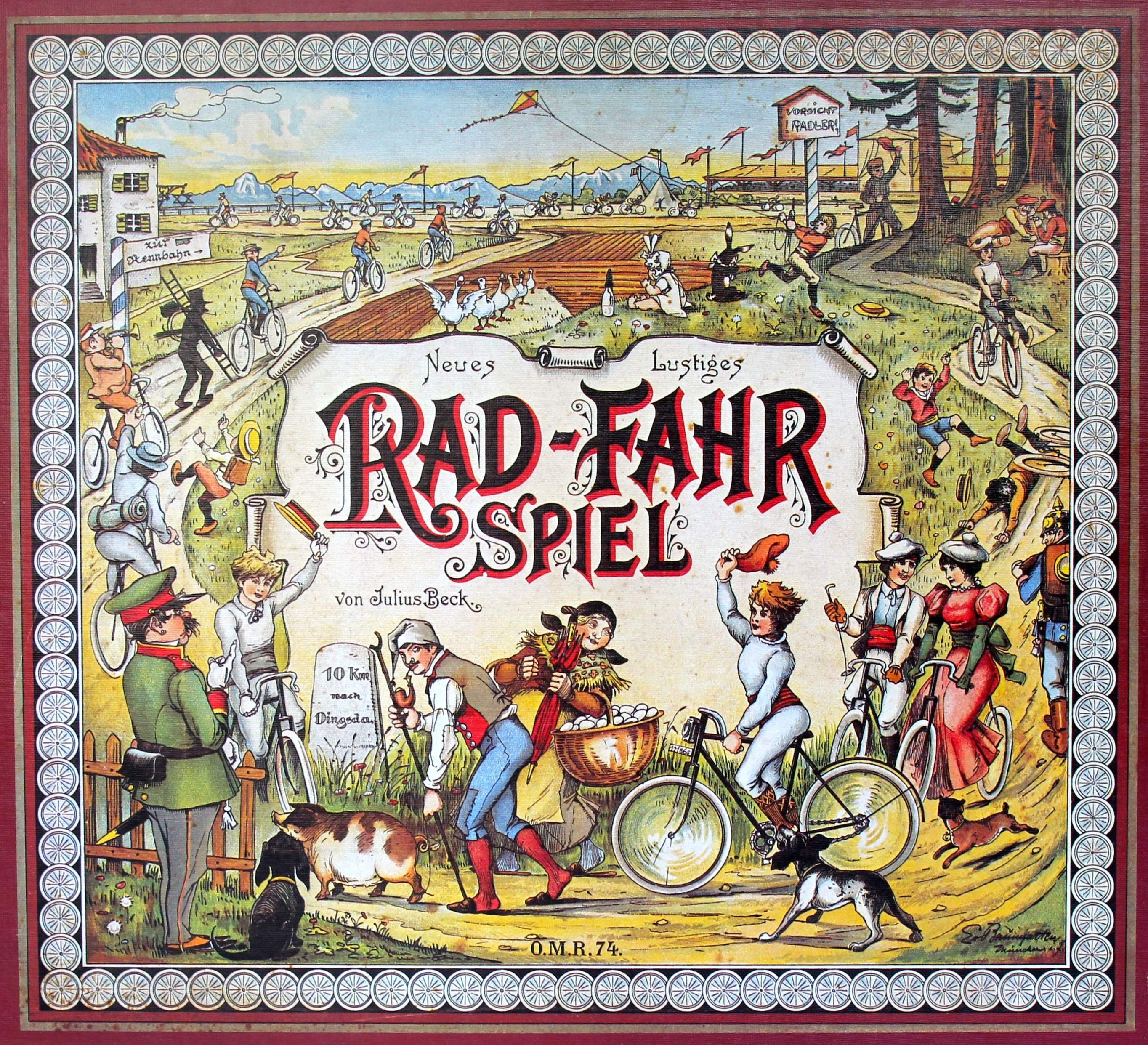
Neues Lustiges Rad-Fahr Spiel (1900)

- Schleckermäulchen, mit Bildern von Willy Morgenstern, München: Karl Stücker'sche Kunstanstalt (1891)
- Zaunschlüpferl. Die feindlichen Hasen, mit Bildern von Willy Morgenstern, München: Karl Stücker'sche Kunstanstalt (1891)
- Neues Lustiges Rad-Fahr Spiel (Brettspiel, 1900); Bebilderung Eugen von Baumgarten; neu aufgelegt von Ravensburger 1979
- Das 19. Jahrhundert (Wissensspiel zu historischen Ereignissen, 1900)

### Weitere Werke

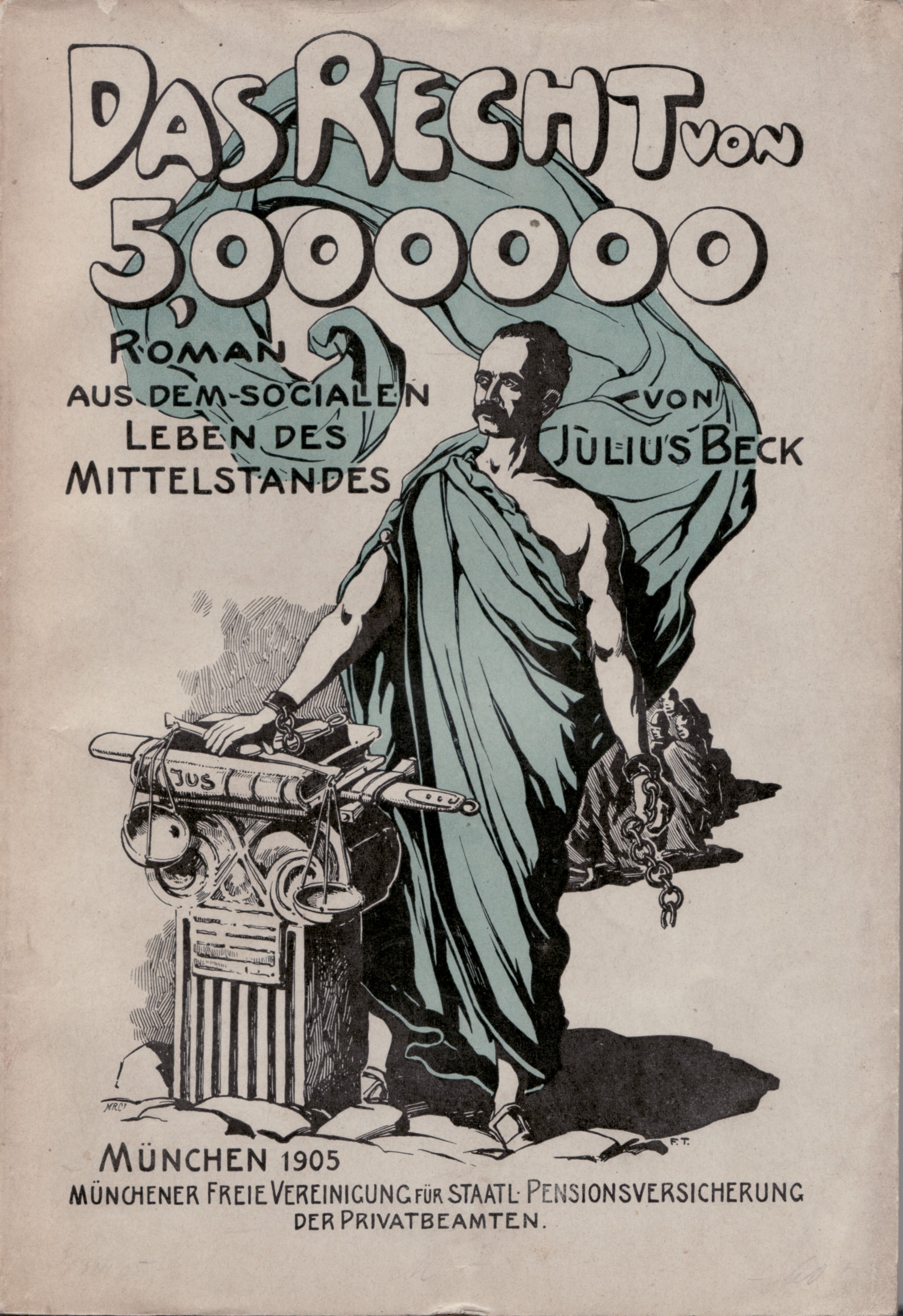
Roman aus dem Jahr 1905

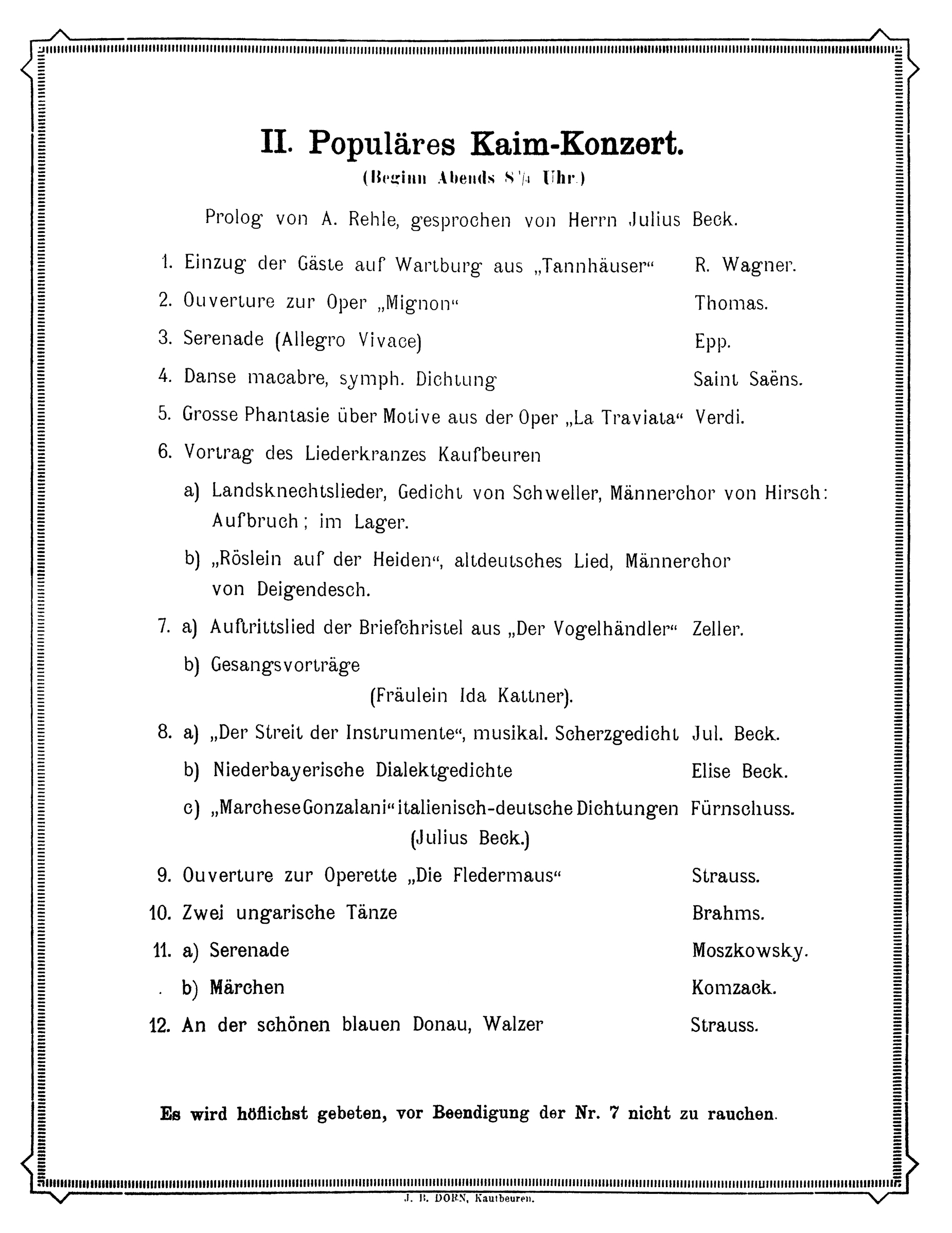
Auftritt von Elise und Julius Beck als Rezitatoren im Stadtsaal Kaufbeuren (1. Februar 1899)

- Die Wassernot im Juni 1876 und die Hülfe: ein Gedenkbuch zu Gunsten der Beschädigten, J. Juker: Romanshorn 1876
- Der Vetter von Angra-Pequenna (Posse) 1887
- Geniale Kinder[11], mit Fritz Brentano (Lustspiel) 1887
- Unter wilden Völkern in Ostafrika. Nach Berichten der Emin Pascha-Expedition unter H. M. Stanley‛s Führung, zusammengestellt und hrsg. von Julius Beck. Illustr. von Edwin Heine 1889
- Münchener Malerateliers (mit Photographien von Carl Teufel) in: Vom Fels zum Meer. Spemann's Illustrirte Zeitschrift für das deutsche Haus, Oktober 1889 – März 1890, Spalten 231–249 und 397–412.
- Zeitstimmen über Oberammergau und sein Passionspiel im Jahr 1890 1890
- Deutschland in Afrika. Die Kämpfe unserer Kolonialtruppen 1890
- Der Apfel des Paris, vertont von Paul Damas, Kapellmeister und Singspieldirektor in München (Operette) 1890
- "Eine Stunde des Glücks" (Skizze) in: Münchener Kindl. Ein litterarischer Almanach", München 1890, S. 25–31
- Der Hausfreund (Lustspiel) 1891
- Zum siebenzigsten Geburtsfest-Jubiläum seiner königlichen Hoheit des Prinz-Regenten Luitpold, des Königreichs Bayern Verweser. Ein Erinnerungsblatt für's bayerische Volk 1891
- Kalender für Studenten deutscher Zunge 1893
- Der Mörder der Kaiserin Elisabeth von Österreich (Drama) 1898
- Der Schatz des Sultans, vertont von  Max Kaempfert (Operette) 1898
- Glaube und Liebe / Der Kraftprotz (Niederbayerisches Charakterstück) 1902
- Das Recht von 5,000000. Roman aus dem sozialen Leben des neuen Mittelstandes 1905
- Nick Carter (Detektivstück) 1906
- „ZI“ auf dem Olymp[12] (Schauspiel) 1909
- O diese Zimmerherren! (Vaudeville) 1909
- Bühnenbearbeitung von Wilhelm Hagen, Feuerzauber 1911
- Dschausaij, die Witwe des Radscha (Mimodrama) 1912
- Kameradschaft: ein Jung-Deutschland-Weihnachtsspiel in 1 Aufzug, Jugend-Vereins-Bühne, Leipzig 1912
- Der Scheinheilig (Bauernschwank) 1913
- Der Vize-Kooperator (auch Reform-Kooperator), mit Karl Frey (Schwank) 1913
- Peter in Ängsten, mit Karl Fröhlich  (Bauernposse mit Gesang und Tanz in drei Akten) 1914[13]